# Gheorghe Suditu
Gheorghe Suditu (n. 23 aprilie 1949) este un fost deputat român în legislatura 2000-2004, ales în județul Sibiu pe listele partidului PDSR iar în iunie 2001 a trecut la PSD. Gheorghe Suditu a fost validat ca deputat pe data de 6 februarie 2001, când l-a înlocuit pe deputatul Ioan Cindrea. În cadrul activității sale parlamentare, Gheorghe Suditu a fost membru în grupurile parlamentare de prietenie cu Republica Federală Germania și Ungaria. 
Ulterior, Suditu a ocupat funcția de director al Agenției Județene pentru Ocuparea Forței de Muncă și a fost membru în consiliul de administrație al Aeroportului Internațional Sibiu.

## Legături externe
- Gheorghe Suditu Arhivat în 30 septembrie 2020, la Wayback Machine. la cdep.ro